# دانيال كير
دانيال كير (بالإنجليزية: Daniel Kerr)‏ هو محامي وسياسي أمريكي، ولد في 18 يونيو 1836، وتوفي في 8 أكتوبر 1916. حزبياً، نشط في الحزب الديمقراطي والحزب الجمهوري. انتخب عضو مجلس النواب الأمريكي.